# Грација Деледа
Грација Деледа (итал. Grazia Deledda; Нуоро, 27. септембар 1871 — Рим, 15. август 1936), била је италијанска књижевница. Добитница је Нобелове награде за књижевност 1926. године.

## Биографија
Родила се у имућној породици, завршила основну школу, имала приватне учитеље а касније изучавала књижевност на своју руку.
Роман Nell'azzurro издат 1890. сматра се њеним првим делом.
Године 1900, удаје се за Палмиро Мадесанија, функционера при Министарству Рата и сели се у Рим када се после објављивања неколико дела и критика за њу заинтересовала.
Године 1903, објављује роман „Елијас Протолу“ који ју је потврдио као писца.
Њено стваралаштво дубоко су ценили Луиђи Капуана и Ђовани Верга и још неки млађи писци као Енрико Товез, Пјетро Панкраци и Ренато Сера.

## О њеним делима
Њен стваралачки опус почива на љубави, болу и смрти на којима се базира и осећај грешности и неизбежности фатализма.
Њена дела прожимају утицаји писаца веризма Ђовани Верга али понекад и декадентизма Габријела Данунција.
У њеним романима увек су повезани и испреплетани места и људи, осећања и окружење.

## Изабрана дела
- Fior di Sardegna (1892)
- Le vie del male (1892)
- Racconti sardi (1895)
- Anime oneste (1895)
- Елијас Портолу (1903)
- Cenere (1904)
- L'edera (1912)
- Canne al vento (1913)
- Marianna Sirca (1915)
- Мајка (1920)
- La fuga in Egitto (1925)
- Il sigillo d'amore (1926)
- Cosima (1937) објављен постхумно
- Il cedro del Libano (1939) објављен постхумно